# Aerobryopsis longissima
Aerobryopsis longissima är en bladmossart som beskrevs av Fleischer 1905. Aerobryopsis longissima ingår i släktet Aerobryopsis och familjen Meteoriaceae. Inga underarter finns listade i Catalogue of Life.